# 拉德足球俱樂部
拉德足球俱樂部（羅馬化：FK Rad）是位於塞爾維亞首都貝爾格萊德的職業足球俱樂部。
俱乐部成立于1958年，在1987年至2021年期间共在顶级联赛中征战了30个赛季，包括南甲的5个赛季、南联盟甲/塞黑甲的12个赛季以及塞超的13个赛季。
球隊目前參加塞尔维亚足球乙级联赛貝爾格萊德賽區的賽事。

## 外部連結
- Official website （页面存档备份，存于） （塞爾維亞文）
- United Force homepage （页面存档备份，存于）
- Club profile and squad （页面存档备份，存于） at Srbijafudbal.
- Club page （页面存档备份，存于） at Transfermarkt.
- Rad Stats （页面存档备份，存于） at Utakmica.rs